# Tristesse de la Lune
Tristesse de la Lune (vertaald uit het Frans: "Triestheid van de Maan") is een electropop/gothic band, opgericht door de Duitse muzikanten Kati Roloff en Gini Martin. Zij raakten bekend als de vrouwelijke zangeressen van Blutengel.
Beiden verlieten Blutengel eind 2001 om persoonlijke en onbekende redenen, maar zoals ze zeiden in een interview in 2002: "Blutengel werd té cliché". Ze besloten toen "Tristesse de la Lune" te vormen. Hun songteksten zijn romantisch en meestal geïnspireerd op boeken of hun eigen leven. Ze zijn een van de belangrijkste bands voor het label Out of Line Music .
Kati verliet "Tristesse de la Lune" in het begin van 2007, maar Gini draagt de naam verder en heeft 6 nieuwe songs voor een nieuw album opgenomen.

## Discografie
- (2002) Strangeland (Promo)
- (2002) Eiskalte Liebe (Maxi)
- (2003) Queen of the Damned (Maxi)
- (2003) A Heart Whose Love Is Innocent
- (2005) Ninive/Time Is Moving, 2005 (Maxi)

Gelimiteerde editie tracks: "Dein licht" op "Machineries of Joy Volume 2" compilatie-cd. "Soulhunter" op "Machineries of Joy Volume 3" compilatie-cd.